# Cornelius Wiebe
Dr. Cornelius W. Wiebe, CM, MD, D.h.c (18 février 1893 – 12 juillet 1999) était un médecin et homme politique canadien.